# أرنستين أسفي
أرنستين أسفي (19 يونيو 1968) أستاذ نرويجي في الديموغرافيا، والمدير الحالي لبرنامج الدكتوراه في العلوم الاجتماعية والسياسية والعميد السابق لمدرسة البكالوريوس في جامعة بوكوني. تكمن أبحاثه في تقاطع علم الاجتماع والديموغرافيا والاقتصاد ويركز حاليًا على دراسة آثار العولمة والثقافة على النتائج والاتجاهات الديموغرافية. يقود مشروع FutuRes (نحو مستقبل مرن لأوروبا) بتمويل من برنامج Horizon Europe.

## التعليم والحياة الشخصية
بدأ أرنستين حياته المهنية في التعليم العالي في عام 1988 بدرجة البكالوريوس في الاقتصاد والقانون وعلوم الكمبيوتر من كلية جامعة مولدي (النرويج). ثم انتقل إلى جامعة بريستول (المملكة المتحدة) حيث حصل على دبلوم في الاقتصاد، وماجستير في الاقتصاد والتمويل، وفي عام 2000 على درجة الدكتوراه في الاقتصاد مع أطروحة حول التحليل الاقتصادي القياسي لتكوين الأسرة.
آسفي متزوج ولديه طفلان ويعيش حاليًا في ميلانو.

## حياته الأكاديمية
بعد حصوله على درجة الدكتوراه من جامعة بريستول، بدأ أرنستين مسيرته الأكاديمية في معهد ماكس بلانك للأبحاث الديموغرافية (روستوك، ألمانيا) كعالم أبحاث. مكث هناك لمدة عامين حيث نشر عدة أوراق بحثية عن الانتقال إلى مرحلة البلوغ ومغادرة المنزل. ثم عاد إلى المملكة المتحدة لشغل منصب محاضر في الاقتصاد في جامعة ليستر، وبعد ذلك شغل منصب كبير مسؤولي الأبحاث في معهد البحوث الاقتصادية والاجتماعية (ISER، جامعة إسكس). في هذه الفترة واصل بحثه في الديموغرافيا وتكوين الأسرة لكنه ركز على تفاعلها مع الفقر.
في عام 2007 انتقل إلى إيطاليا، وبدأ حياته المهنية في جامعة بوكوني. في البداية كان أستاذًا مساعدًا في الديموغرافيا، وسرعان ما أصبح أستاذًا مشاركًا، ونائب مدير مركز DONDENA لأبحاث الديناميات الاجتماعية ومدير برنامج البكالوريوس في الاقتصاد الدولي والإدارة والتمويل.في عام 2014 أصبح آسفي أستاذاً كاملاً للديموغرافيا وعميداً لمدرسة البكالوريوس. حاليًا يشغل مناصب عدة منها: الزمالة في جامعة ويسكونسن، ومدير برنامج الدكتوراه في السياسة العامة والإدارة، ومحرر مشارك في المجلة الأوروبية للسكان ورئيس لجنة العلوم الاجتماعية والإنسانية التي تبدأ منحة 2018 ( SH3، مجلس البحوث الأوروبي).

## أعماله البحثية
كان أرنستين من أوائل الباحثين الذين وضعوا الاتجاهات الديموغرافية في منظور تصنيف نظام الرعاية الاجتماعية. ركز بحثه على كيفية فهم الاتجاهات الديموغرافية من خلال الاتجاهات في توفير الرفاهية والثقة. من خلال تطوير هذه النظرية ونشر المقالات التي تقدم أدلة نظرية وتجريبية، قام بدور الباحث الرئيسي في العديد من المنح والصناديق البحثية، من بينها:
"ديناميات الفقر والخصوبة في البلدان النامية"، 2004
"GGP"، مشروع البنية التحتية للبرنامج الإطاري الأوروبي 7، 2008
"MULTILINKS"، البرنامج الإطاري الأوروبي 7، 2008
"عواقب التغيير الديموغرافي" (CODEC)، مجلس البحوث الأوروبي (ERC)، 2008
"التركيبة السكانية للأسرة المؤسسية" (IFAMID)، مجلس البحوث الأوروبي (ERC) ،2017 ركز بحثه مؤخرًا على تأثير وباء COVID على اتجاهات الخصوبة والرفاهية العقلية والثقة والتماسك الاجتماعي في أوروبا.